# Anthurium payaminoense
Anthurium payaminoense är en kallaväxtart som beskrevs av Thomas Bernard Croat och Lingán. Anthurium payaminoense ingår i släktet Anthurium och familjen kallaväxter. Inga underarter finns listade.